# Platyspira
Platyspira là một chi nhện trong họ Linyphiidae.